# カレン・ナイバーグ
カレン・L・ナイバーグ（Karen LuJean Nyberg、1969年10月7日-）は、ミネソタ州パーカーズ・プレイリー出身のアメリカ合衆国の技術者、アメリカ航空宇宙局の宇宙飛行士である。ナイバーグは、宇宙を飛行した50人目の女性である。

## 教育
ナイバーグは1969年10月7日に生まれ、1994年に最優等（summa cum laude）の成績でノースダコタ大学を卒業して機械工学の学位を取った。その後テキサス大学オースティン校で、宇宙服の中の熱的中立性を中心に人間の体温調節や代謝制御等の研究を行った。この研究で彼女は1998年に博士号を取得した。

## NASAでのキャリア
彼女は1991年から1995年までジョンソン宇宙センターで働き、1991年にロボットに適したプローブとソケットの組立てで特許を取得した。1998年に博士号を取得すると、彼女は宇宙服の熱制御システムの改良を行ったり、消防服の冷却技術の評価を行う仕事に就いた。彼女は火星や月の着陸ミッションのための熱制御システムの設計や折り畳み式高圧室の環境制御システムの分析に携わった。

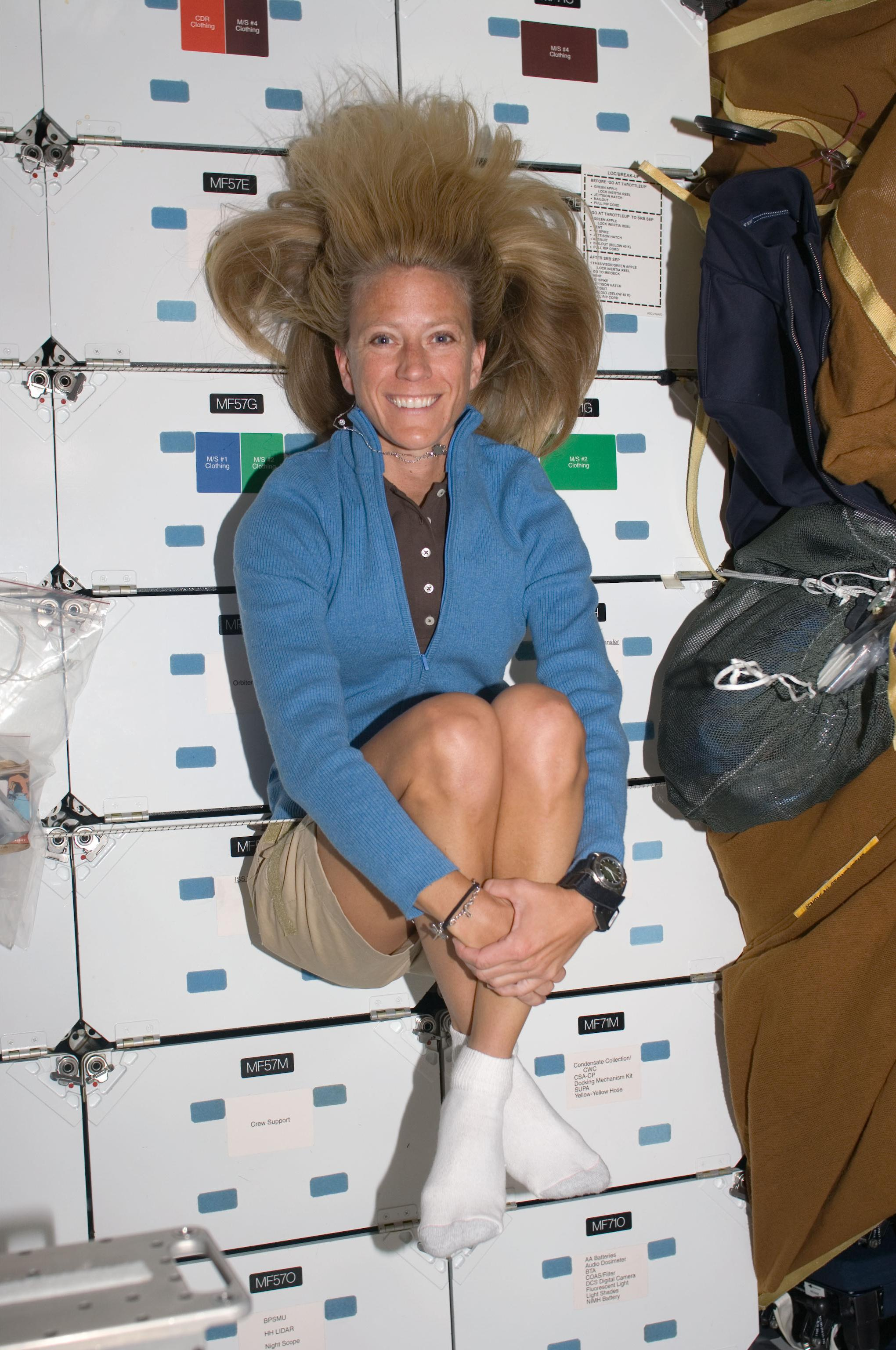
ISSとドッキング中のディスカバリーのミッドデッキで宙に浮かぶナイバーグ

彼女は2000年7月に宇宙飛行士の候補に選ばれ、2年間の訓練と評価を経てミッションスペシャリストとなり、第6次長期滞在の支援要員を務めた。2006年にナイバーグは、NASAの将来の火星や月の有人探査に備えたNEEMO10プロジェクトに参加し、フロリダキーズにある海中研究所「アクエリアス」で訓練やシミュレーション演習を行なった。
ナイバーグはSTS-124の乗組員に選ばれ、2008年5月に国際宇宙ステーションを訪れた。これは日本の実験棟きぼうを運ぶ3回の飛行のうちの2回目だった。2009年5月には、2010年5月に打ち上げられる予定のSTS-132の乗組員に選ばれたが、一時的な体調不良のため、3か月後に交代させられた。
2013年5月29日に打ち上げられたソユーズTMA-09MでISSに向かい、2013年11月11日に帰還するまでの間、ISSの第36次/第37次長期滞在クルーを務めた。

## 受賞など
- UND Young Alumni Achievement Award（2004年）
- Space Act Award（1993年）
- NASA JSC Patent Application Award（1993年）
- NASA Tech Briefs Award（1993年）
- NASA JSC Cooperative Education Special Achievement Award（1994年）
- Joyce Medalen Society of Women Engineers Award（1993年-1994年）
- D.J. Robertson Award of Academic Achievement（1992年）
- University of North Dakota School of Engineering & Mines Meritorious Service Award（1991年-1992年）[2]